# Гильварг, Сергей Игоревич
Сергей Игоревич Гильварг (род. 4 июня 1963, Свердловск, РСФСР, СССР) — российский предприниматель и менеджер, основной владелец и председатель совета директоров екатеринбургской компании MidUral, объединяющей несколько предприятий химико-металлургической промышленности.

## Образование
Среднюю школу окончил в Днепропетровске.
В 1986 году окончил Уральский политехнический институт по специальности «техническая физика», квалификация — инженер-физик. 
В 2005 году окончил ГУ ВШЭ по специальности «менеджмент организации».

## Карьера
С марта 1986 по сентябрь 1987 — инженер-технолог в отделе главного сварщика, старший мастер цеха в Уральском производственном объединении химического машиностроения. 
С сентября 1987 по январь 1989 — инженер-технолог в Специальном конструкторском бюро научного приборостроения Уральского отделения Академии наук СССР. 
С февраля 1989 по январь 1991 года работал в свердловском филиале «Микрохирургии глаза».
В 1991 году проходил стажировку в Германии в немецкой фирме Сarl Zeiss.
С января 1991 по декабрь 1996 года — директор представительства немецкой компании Ostwind Metallhandels. В 1992 году стал представителем компании. Спустя год оборот торговли Ostwind Metallhandels с российскими компаниями увеличился в 10 раз.
В 1993 году учредил вместе с несколькими партнерами компанию «Ост Винд Групп» (позднее была переименована в «Русхром Трейдинг»).
С июня 1997 по январь 1999 года — директор «Росхроминвеста». 
В середине 1990 годов начал покупать акции Ключевского завода ферросплавов. С февраля 1999 по июль 2005 — советник директора, директор по экономике и финансам в Ключевского завода ферросплавов. В 2005 году выкупил контрольный пакет акций завода у Александра Бронштейна. Для обеспечения завода хромовым сырьём выкупил 50% завода «Русский хром–1915» в Первоуральске у Данко Кончара за $1 млн. На тот момент годовая выручка составляла $36 млн, а регулирующие органы обвиняли завод в загрязнении окружающей среды, из-за чего ему грозили многомиллионные штрафы.
С марта 2000 по январь 2001 — генеральный директор ЗАО «Волгоградский металлургический завод «Красный Октябрь».
С декабря 2002 по сентябрь 2003 — советник председателя правления «Уралпромстройбанка», председатель совета директоров «Уралпромстройбанка».
С июля 2005 руководит компанией ОАО «РосХром» (с 2012 года — ОАО «УК «РосСпецСплав ― Группа МидЮрал»»). 
В 2006 году создал холдинг «Российские специальные сплавы» («Росспецсплав»), основной которого стал Ключевский завод. 
Получил у властей Конго 65% акций горно-обогатительной фабрики в обмен на обязательство наладить обогащение местной ниобиевой руды. Считается основным владельцем группы MidUral Industrial Group , контролирующей месторождение ниобия в Демократической Республике Конго.
В феврале 2005 года Гильварг заключил опцион с хорватским предпринимателем Данко Кончаром, согласно которому глава «Русского Хрома» обязывался продать свой пакет российским партнерам. Предполагалось, что КЗФ и РХ объединят в металлургический холдинг под управлением специально для этого созданного ЗАО «РОСхром». В начале апреля 2005 года Гильварг заявил о своем согласии выполнить опцион, однако не получил никакого официального ответа от Данко Кончара. Вскоре Кончар объявил, что не собирается продавать свою собственность Гильваргу. Это заявление привело к тому, что Гильварг подал иск на Кончара с требованием ареста активов Данко Кончара в России и за рубежом.

## Общественная деятельность
С 2007 года — почётный консул Демократической Республики Конго в Екатеринбурге. 
С 2011 года — член президиума Свердловского областного Союза промышленников и предпринимателей.
С 2012 года учредитель фонда «Возрождение храма Иоанна Богослова в селе Красном».
Является председателем попечительского совета фонда содействия ГКОУ СО «Сысертский детский дом».

## Награды
- Почётная грамота Правительства Свердловской области (2000)[1]
- Звание «Почётный металлург Российской Федерации» (2003)[1]
- Почётная грамота Министерства промышленности и торговли РФ (2010)[1]
- Благодарственное письмо Законодательного собрания Свердловской области (2010)[1]
- Почетная грамота Российского союза промышленников и предпринимателей (2010)[1]
- Знак отличия Свердловской области «За заслуги перед Свердловской областью» III степени (2011)[1]

## Личная жизнь
Родился 4 июня 1963 года в Свердловске в семье инженера-техника «Аэрофлота» и врача. 
Женат, имеет двоих детей.